# Roderick Packe
Roderick Packe (* 1961 in Market Harborough, Leicestershire, England) ist ein britischer Fotograf. 

## Leben und Werk
Packe studierte an der Polytechnischen Universität in Brighton. Von 1984 bis 1986 hatte er ein eigenes Studio in Amsterdam. Seit 1999 unterrichtet er an der Metropolitan University in Leeds und an der Gerrit Rietveld Academie in Amsterdam. An der Europäischen Austausch-Akademie in Beelitz-Heilstätten war er Gastdozent. Er lebt und arbeitet in London.
Seine Arbeiten handeln von der Fotografie an sich und der Philosophie der Fotografie. In seiner Serie One fotografierte Packe reflektiertes, buntes Tageslicht in verschiedenen Belichtungen, manchmal bis zu 15 Schichten und extrem langen Belichtungszeiten, in einem Bild. In seiner neuesten Serie mischt Roderick Packe erstmals verschiedene Techniken; er setzt Reisebroschüren von Traumreisezielen zusammen und fotografiert sie abends mit einer Belichtungszeit von fast einer Stunde. Vertreten sind seine Werke in internationalen öffentlichen und privaten Sammlungen.

## Ausstellungen (Auswahl)

### Gruppenausstellungen
- Soundtracks, Videos, Performances. Montevideo, Amsterdam/Staalplaat, Amsterdam (1984–1986)
- How Noisy Everything Grows. (Martin Boyce, Richard Caldicott and Simon Larbalestier, Thomas Gidley, Graham Gussin, Michael McDonough), Royal college of Art, London (1992)
- A Glass of Water. (Richard Caldicott, Karen Caldicott, Graham Durward, Joey Kotting, Patty Martori, Elizabeth Peyton, Georgio Saddotti, Elizabeth Wright), Chelsea Arts Center, New York (1996)
- 100% Photographie. HackelBury Fine Art, London (2002)
- Photo-London. The Royal Academy, London (2004)

### Einzelausstellungen
- Das unbekannte Meisterstück. Christchurch, Mansion, Ipswich (2002–2003)
- Galerie f5.6, München (2004)
- HackelBury Fine Art, London (2004)